# Матвеево-Курганский краеведческий музей
Матвеево-Курганский краеведческий музей — музей в поселке Матвеев Курган Ростовской области России.
Адрес музея: Ростовская обл., пос. Матвеев-Курган, ул. 1-го Мая, 18.

## История
Матвеево — Курганский районный краеведческий музей был создан согласно Постановлению Главы Администрации Матвеево-Курганского района Ростовской области № 79 от 10 февраля 1999 года «О создании муниципального краеведческого музея». К этому времени в селе возникла необходимость сохранения и приумножения материалов по историко-культурному наследию района.
Первые экспонаты музея формировались передачей в него экспонатов музея Боевой Славы при городском военкомате, материалов их личных архивов жителей села. Открытие музея состоялось в 2000 году и было приурочено к 55-летию Победы в Великой Отечественной войне.
В районном Матвеево-Курганском краеведческом музее имеется четыре выставочных зала.
В залах «Миус — фронт.1941-1943 гг.» и «Революция. Гражданская война», «Афганистан. Чечня. Боль души» представлены экспонаты по истории войн: Гражданской и Великой Отечественной войны, событий в Афганистане, Чечне и участие в них жителей Матвеево Курганского района. Среди экспонатов- военная форма и обмундирование, оружие, картины, фотографии жителей села, участников войн.
Зал «Преданья старины глубокой» рассказывает об истории села и района до 1917 года. В зале представлены предметы казачьего быта — утюги, прялки, посуда, мужская и женская одежда, женские платки.
В четвертом зале «Взгляд сквозь годы», посвященном развитию Матвеево-Курганского района в годы советской власти, собраны материалы по истории предприятий, деятельности общественных организаций района, выставки нумизматики, часов, старинных радиоприемников и т. д. Музей работает с Ветеранами Великой Отечественной войны, детьми и подростками.
Фонд музея насчитывает около 2900 экспонатов. Среди них: фотографии, документы, вышивки, иконы, нумизматика, изделия народных промыслов Матвеево-Курганского района.
Директор музея — Семерижная Любовь Ивановна.